# Ровена (Орегон)
Ровена (англ. Rowena) — переписна місцевість (CDP) в США, в окрузі Васко штату Орегон. Населення — 192 особи (2020).

## Географія
Ровена розташована за координатами 45°40′12″ пн. ш. 121°16′30″ зх. д. / 45.67000° пн. ш. 121.27500° зх. д. (45.670108, -121.274947).  За даними Бюро перепису населення США в 2010 році переписна місцевість мала площу 4,68 км², уся площа — суходіл.

## Демографія
Згідно з переписом 2010 року, у переписній місцевості мешкало 187 осіб у 77 домогосподарствах у складі 51 родини. Густота населення становила 40 осіб/км².  Було 111 помешкання (24/км²).
Расовий склад населення:
| - 97,9 % — білих - 0,5 % — корінних американців - 0,5 % — азіатів |

До двох чи більше рас належало 0,5 %. Частка іспаномовних становила 8,0 % від усіх жителів.
За віковим діапазоном населення розподілялося таким чином: 23,0 % — особи молодші 18 років, 63,6 % — особи у віці 18—64 років, 13,4 % — особи у віці 65 років та старші. Медіана віку мешканця становила 41,2 року. На 100 осіб жіночої статі у переписній місцевості припадало 107,8 чоловіків;  на 100 жінок у віці від 18 років та старших — 118,2 чоловіків також старших 18 років.
Медіана доходів становила 33 594 долари для чоловіків та 33 750 доларів для жінок. За межею бідності перебувало 19,3 % осіб, у тому числі 0,0 % дітей у віці до 18 років та 0,0 % осіб у віці 65 років та старших.
Цивільне працевлаштоване населення становило 48 осіб. Основні галузі зайнятості: мистецтво, розваги та відпочинок — 39,6 %, сільське господарство, лісництво, риболовля — 16,7 %, транспорт — 14,6 %, науковці, спеціалісти, менеджери — 14,6 %.